# FW Возничего
FW Возничего (лат. FW Aurigae) — двойная затменная переменная звезда типа Алголя (EA) в созвездии Возничего на расстоянии (вычисленном из значения параллакса) приблизительно 6514 световых лет (около 1997 парсеков) от Солнца. Видимая звёздная величина звезды — от +14,3m до +12,3m. Орбитальный период — около 2,56 суток.

## Характеристики
Первый компонент — жёлто-белая звезда спектрального класса F. Радиус — около 4,45 солнечных, светимость — около 40,718 солнечных. Эффективная температура — около 6912 К.